# Annie Besant
Annie Wood Besant (ur. 1 października 1847 w Londynie, zm. 20 września 1933 w Adyarze w Indiach) – angielska teozofka, feministka, oraz pisarka. Była drugą przywódczynią Towarzystwa Teozoficznego (po Helenie Bławatskiej).
Annie Wood urodziła się w Londynie. Jej prywatną nauczycielką była Ellen Marryat, siostra pisarza Fredericka Marryata. W 1867 roku wyszła za mąż za duchownego Franka Besanta. Jej decyzja była sprzeciwem wobec woli matki która uważała, że córka jest zbyt wartościowa aby żyć na wiejskiej plebanii. W małżeństwie urodziła troje dzieci, jednak już w 1873 roku związek został zakończony separacją. W następnym roku Annie dołączyła do Charlesa Bradlaugha w celu propagowania sekularyzmu i antykoncepcji.
Po publikacji The Fruits of Philosophy (Owoce filozofii), w 1876 roku na mocy wyroku sądu (podobnie jak Bradlaugh) została skazana na karę więzienia. Wyrok ten unieważnił jednak sąd apelacyjny a Annie Besant stała się bohaterką dla oświeconej części londyńskiej opinii publicznej. W kolejnych latach działała jako pionierka fabiańskiego socjalizmu, pomagała w organizacji strajku kobiet w fabryce zapałek z East Endu w Londynie (tzw. strajk dziewcząt zapałczanych).  
W 1889 roku z powodu zainteresowania zjawiskami psychicznymi uległa wpływom doktryn Heleny Bławatskiej, po śmierci której została przywódczynią Towarzystwa Teozoficznego.
Od 1916 roku kierowała Ligą Niezależnych Rządów w Indiach, a w 1918 roku została przewodniczącą Indyjskiego Kongresu Narodowego. Z powodu swojej działalności była w Indiach internowana. W 1925 roku wróciła do Anglii, gdzie starała się przekonać polityków Partii Pracy do poparcia autonomii Indii. W 1931 roku zamieszkała w Adyarze, gdzie wkrótce zmarła.